# Antoine Hérouard
Antoine Henry Pierre Marie Hérouard (* 10. srpna 1956 Neuilly-sur-Seine) je francouzský římskokatolický duchovní. Působil jako generální sekretář francouzské biskupské konference, v letech 2014–2017 byl rektorem semináře Séminaire français de Rome. V letech 2017–2022 byl pomocným biskupem v lillské arcidiecézi a apoštolským delegátem pro poutní místo v Lurdech. V roce 2022 byl jmenován arcibiskupem dijonským.

## Život
Antoine Hérouard se narodil v roce 1956 ve městě Neuilly-sur-Seine, nacházející se v departmentu Hauts-de-Seine v Île-de-France. Vystudoval ekonomii na École des hautes études commerciales v Paříži a teologii na římské gregoriánské univerzitě. Po vysvěcení na kněze v roce 1985 působil ve farnostech náležejících arcibiskupství v Paříži.
V roce 2013 byl vyznamenán řádem čestné legie ve třídě rytíř. V únoru 2017 byl papežem Františkem jmenován pomocným biskupem pro lillskou arcidiecézi s titulem biskup maillezaiský, k arcibiskupovi L. Ulrichovi. V rámci Francouzské biskupské konference je členem komise pro rodinu a členem komise zabývající se prohřešky katolických duchovních v oblastech zneužívání mladistvých.
Mons. Hérouard byl v roce 2019 jmenován apoštolským delegátem pro poutní místo Svatyně Panny Marie Lurdské v tarbesko-lurdské diecézi v Hautes-Pyrénées. Poutní místo bylo vyňato z pravomoci místního biskupa Mons. Brouweta v oblastech pastorace, způsobů zavádění nové pastorace a dohledem nad duchovní péčí na poutním místě. Tarbesko-lurdské biskupství nadále zodpovídá za ekonomické otázky, místně příslušným ordinářem je však Mons. Hérouard.
V roce 2022 byl jmenován dijonským arcibiskupem. Nepodporuje katolický tradicionalismus, z dijonské arcidiecéze byli v návaznosti na Traditionis custodes vypovězeni kněží FSSP.

### Biskupská genealogie
Následující tabulka obsahuje genealogický strom, který ukazuje vztah mezi svěcencem a světitelem – pro každého biskupa na seznamu je předchůdcem jeho světitel, zatímco následovníkem je biskup, kterého vysvětil. Mons. Hérouard patří k linii kardinála d'Estouteville. Rekonstrukcím a vyhledáním původu v rodové linii ze zabývá historiografická disciplína biskupská genealogie.
1. kardinál Guillaume d’Estouteville
2. papež Sixtus IV.
3. papež Julius II.
4. kardinál Raffaele Sansoni Riario
5. papež Lev X.
6. kardinál Alessandro Farnese
7. kardinál Francesco Pisani
8. kardinál Alfonso Gesualdo di Conza
9. papež Klement VIII.
10. kardinál Pietro Aldobrandini
11. biskup Laudivio Zacchia
12. kardinál Antonio Barberini
13. arcibiskup Nicolò Guidi di Bagno
14. arcibiskup François de Harlay de Champvallon
15. arcibiskup Louis-Antoine de Noailles
16. biskup Jean-François Salgues de Valderies de Lescure
17. arcibiskup Louis-Jacques Chapt de Rastignac
18. arcibiskup Christophe de Beaumont du Repaire
19. biskup César-Guillaume de La Luzerne
20. arcibiskup Gabriel Cortois de Pressigny
21. arcibiskup Hyacinthe-Louis de Quélen
22. biskup Louis-Charles Féron
23. biskup Pierre-Alfred Grimardias
24. kardinál Guillaume-Marie-Romain Sourrieu
25. kardinál Adolphe Cardinal Amette
26. biskup Benjamin-Octave Roland-Gosselin
27. arcibiskup Paul-Marie-Alexandre Richaud
28. arcibiskup Paul Joseph Marie Gouyon
29. biskup Charles-Auguste-Marie Paty
30. arcibiskup Louis-Marie Billé
31. arcibiskup Laurent Ulrich
32. biskup Antoine Hérouard